# Porzana spiloptera
Laterallus spiloptera là một loài chim trong họ Rallidae. Mặc dù có những điểm tương đồng về hình thái, việc gán cho loài này vào chi Porzana là không đúng. Các phân tích phát sinh loài của DNA ty thể đã đặt nó vào chi chủ yếu ở Nam Mỹ là Laterallus, và các phân tích sâu hơn cho thấy rằng nó là loài chị em của loài chim không bay nhỏ nhất thế giới, Atlantisia rogersi.
Loài này được tìm thấy ở Argentina, Brazil và Uruguay. Môi trường sống tự nhiên của chúng là đồng cỏ đất thấp khô nhiệt đới hoặc cận nhiệt đới, đồng cỏ đất thấp ngập nước hoặc ẩm ướt theo mùa, cận nhiệt đới hoặc nhiệt đới, hồ nước ngọt, đầm lầy nước ngọt và đầm nước mặn ven biển. Chúng bị đe dọa do mất môi trường sống. 